# Klauz László
Klauz László (Győr, 1961. november 6. – 2013. március 28.) világbajnoki ezüstérmes, olimpiai negyedik helyezett birkózó.

## Pályafutása
1975 és 1981 között a Győri Dózsa, 1982-től a Csepel birkózója volt. Nevelőedzője Ördögh József. Edzője volt még Baracsi Imre és Maróthy István. A válogatott keretnek 1985-től volt a tagja. Nehézsúlyban (130 kg) kötöttfogásban és szabadfogásban is versenyzett. Legnagyobb sikerét kötöttfogásban az 1989-es martigny-i világbajnokságon érte el egy ezüstéremmel. Az 1986-os budapesti világbajnokságon bronzérmet szerzett. Az olimpiai játékokon nem sikerült érmet szereznie. 1988-ban Szöulban szabadfogásban, 1992-ben Barcelonában pedig kötöttfogásban lett negyedik helyezett.

## Sikerei, díjai

### Kötöttfogásban
- Olimpiai játékok
  - 4.: 1992, Barcelona
  - 5.: 1988, Szöul
- Világbajnokság
  - 2.:  1989, Martigny
  - 3.: 1986, Budapest
  - 4.: 1991, Várna
  - 5.: 1990, Róma, 1993, Stockholm
- Európa-bajnokság
  - 6.: 1987, Tampere
- Országos bajnokság
  - bajnok: 1988, 1990, 1991, 1993
  - 2.: 1986

### Szabadfogásban
- Olimpiai játékok
  - 4.: 1988, Szöul
- Világbajnokság
  - 6.: 1990, Tokió
- Országos bajnokság
  - bajnok: 1987, 1988. 1989, 1990
  - 2.: 1986, 1991
  - 3.: 1984, 1985